# Стайки (Обухівський район)
Ста́йки — село в Україні, у Ржищівській міській громаді Обухівського району Київської області. До 2020 року — адміністративний центр Стайківської сільської ради, нині — Стайківського старостинського округу. Населення становить 1651 особу. 

## Географія
Село Стайки розташоване на березі Дніпра за 59 км від обласного центру, 27 км від районного центру та 18 км від адміністративного центру міської громади. За 14 км знаходиться найближча залізнична станція Щербанівка на лінії Київ-Деміївський — Миронівка між станціями Трипілля-Дніпровське та Расава. Тут бере початок річка Приставка.

## Населення
За даними всеукраїнського перепису населення 2001 року у селі мешкало 2203 особи, у 2023 році — 1651 особа.
Мова
Розподіл населення за рідною мовою за даними перепису 2001 року був наступним:
| українська | 2094 | 95,05 |
| російська  | 101  | 4,58  |
| білоруська | 1    | 0,05  |
| вірменська | 4    | 0,18  |
| румунська  | 1    | 0,05  |
| інші       | 2    | 0,09  |

## Історія
«Град Стайк» вперше згадується у «Книзі Великому кресленню». 
За часів Хмельниччини Стайки було сотенним містечком Канівського полку, опорним пунктом повсталих селян та козаків. Село декілька разів повставало проти самих козаків. Це, порівняно до інших, нове село, що згадується в літописах лише з XVII століття. Спочатку Стайки належали славнозвісним князям Глинським. У середині XVII століття власником Стайків був Максимільян Бжозовский, каштелян київський. Після подій Хмельниччини Бжозовський вже до власного маєтку не повернувся.

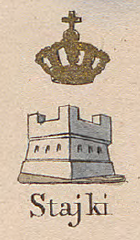
Стайки на мапі Зигмунда Герстмана

З 1649 року Стайки — сотенне містечко канівського полку. Гетьман Петро Дорошенко віддав кимось спустошене й безлюдне село Стайки митрополитові київському Йосипу Тукальскому, котрий подарував Стайки Братській колегії, за якою воно було аж до реквізиції церковно-монастирських маєтків за часів Катерини II.
У 1673 році московське військо, що йшло проти Дорошенка, зайняло Стайки без бою. Згідно з трактатом «Про вічний мир», підписаним 6 травня 1686 року у Москві, Стайки залишилися за Московією; це був прикордонний пункт. Також вся місцевість, починаючи від Стайок аж до гирла р. Тясмин, не повинна була заселятися та залишалася пусткою до початку XVIII століття. Цікавий опис місцевості біля Києва, який дійшов до нас з 1686 року і був зроблений київськими воєводами: «Меж Стайками и Трипольем луга и озера многія и на лугах покошено сена в копнах и в стогах многое число, а прозваніе тем лугам и озерам никаково, то сено кошено кем не ведомо, потому что в тех местах жителей никого нет, а город Стайки на горе над рекой Днепром, на устье реки Приставки…А в Стайках было два города, по земляному валу остроги и башни, а тот острог и башня пожжены и вал во многих местах развалился, и нет в Стайках строения и никаких крепостей около города нет».

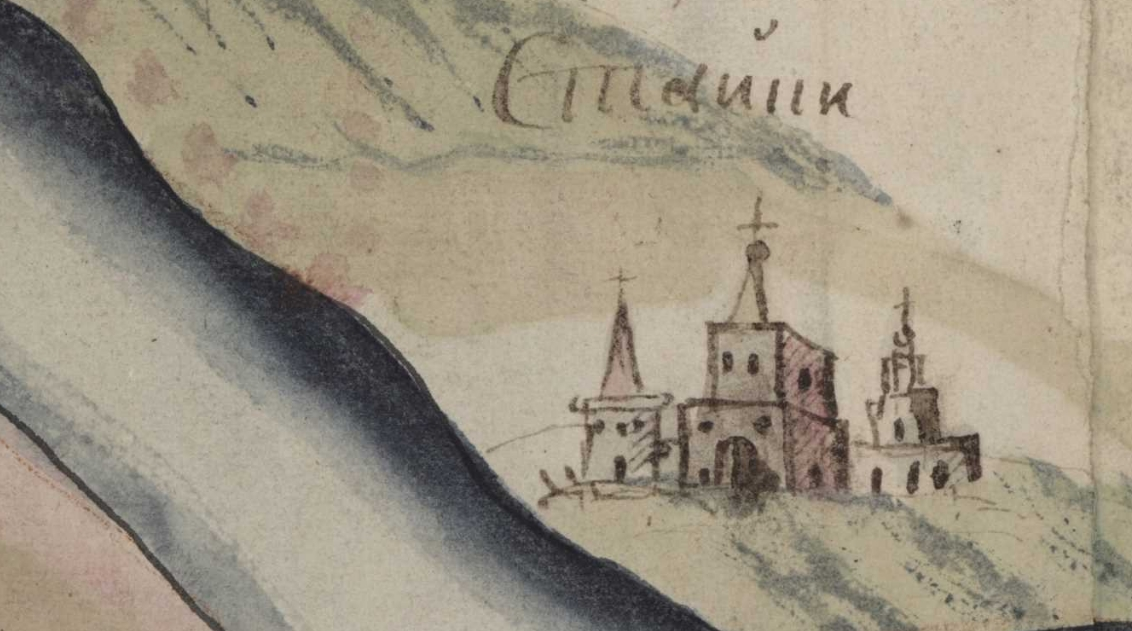
Стайки на мапі XVIII століття

У 1707 році гетьман Іван Мазепа подарував Стайки Братському монастиреві. 1783 року у Стайках була облаштована митна російська комора.
Від 1781 року Стайки належали до Київського повіту Київського намісництва, від 1797 року — до Київського повіту Київської губернії та були центром Стайківської волості.

## Сьогодення
У селі Стайки діє комунальний опорний заклад «Стайківський ліцей „Світоч“». Рівень викладання дозволяє дітям з легкістю виборювати призові місця в районних та обласних олімпіадах. Також у селі функціюють відділення поштового зв'язку АТ «Укрпошта», Будинок культури, лікарня, відділення ТОВ «Нова пошта», дошкільний навчальний заклад «Струмочок». 

## Пам'ятки, визначні місця
- Церква Успіння Пресвятої Богородиці[9]. У церкві зберігається подароване двома запорозькими козаками Євангеліє, датоване 1627 роком. Нині церква перебуває в користуванні  релігійної громади ПЦУ парафії Успіння Пресвятої Богородиці села Стайки.
- Пам'ятники Невідомому солдату.
- Меморіал Жертвам голодомору 1932—1933 років.

## Археологічні розвідки
На правому березі Дніпра, за два кілометри від села, на найвищому пагорбі при дорозі з села Трипілля до Ржищева частково досліджено пізньотрипільське поселення коломийшинського типу. Тут виявлено 30 жител та багато уламків глиняних статуеток. Поблизу села знайдено скарб близько 1000 срібних римських монет та окремі мідні і срібні римські монети, серед них денарії Фаустини Молодшої, дружини римського імператора Марка Аврелія. За чотири кілометри на північний захід від села, в урочищі Писаревня (на полі Офанасія Ляшенка) у 1925 році виявлено поселення черняхівської культури.
У селі біля церкви є залишки городища, а на околицях села ще три городища, оточених валами та ровами. Одне овальне — знаходиться за два кілометри від села в напрямку до села Рудаківка. Друге — трикутне – розміщене в чотирьох кілометрах від села в напрямку до села Кийлова. Третє — кругле — знаходиться в семи кілометрах в напрямку до села Юшки. Поблизу села збереглися рештки давньоруського поселення й городища, яке окремі вчені вважають літописним містом Новгород Святополчий, що його заснував у 1095 році Святополк Ізяславич. У 1819 році знайдено в горщику скарб з 12 монетних київських гривен та розкопано слов'янський могильник. У 1875 році виявлено скарб з 245 шелягів шведських, ливонських, польських, пруських та тишинських.

## Відомі люди
- Батура Василь Іванович (1912—1991) — Герой Соціалістичної Праці, кавалер трьох орденів Леніна, орденів Жовтневої Революції та Трудового Червоного Прапора. Голова колгоспів сіл Козин, Маслівка та міста Миронівки[11].
- Олексенко Галина Савелівна — українська радянська письменниця. Дружина компартійного діяча Степана Олексенка, мати актора Степана Олексенка.
- Пігідо Федір Петрович — український історик-емігрант.
- Червяк Петро Іванович (нар. 1948) — доктор медичних наук, професор, академік, автор понад 150 наукових робіт.
- Шестопал Сергій Якович (1938—2009) — директор Львівської дослідної станції садівництва Інституту садівництва Національної академії аграрних наук України, кандидат сільськогосподарських наук.

## Світлини

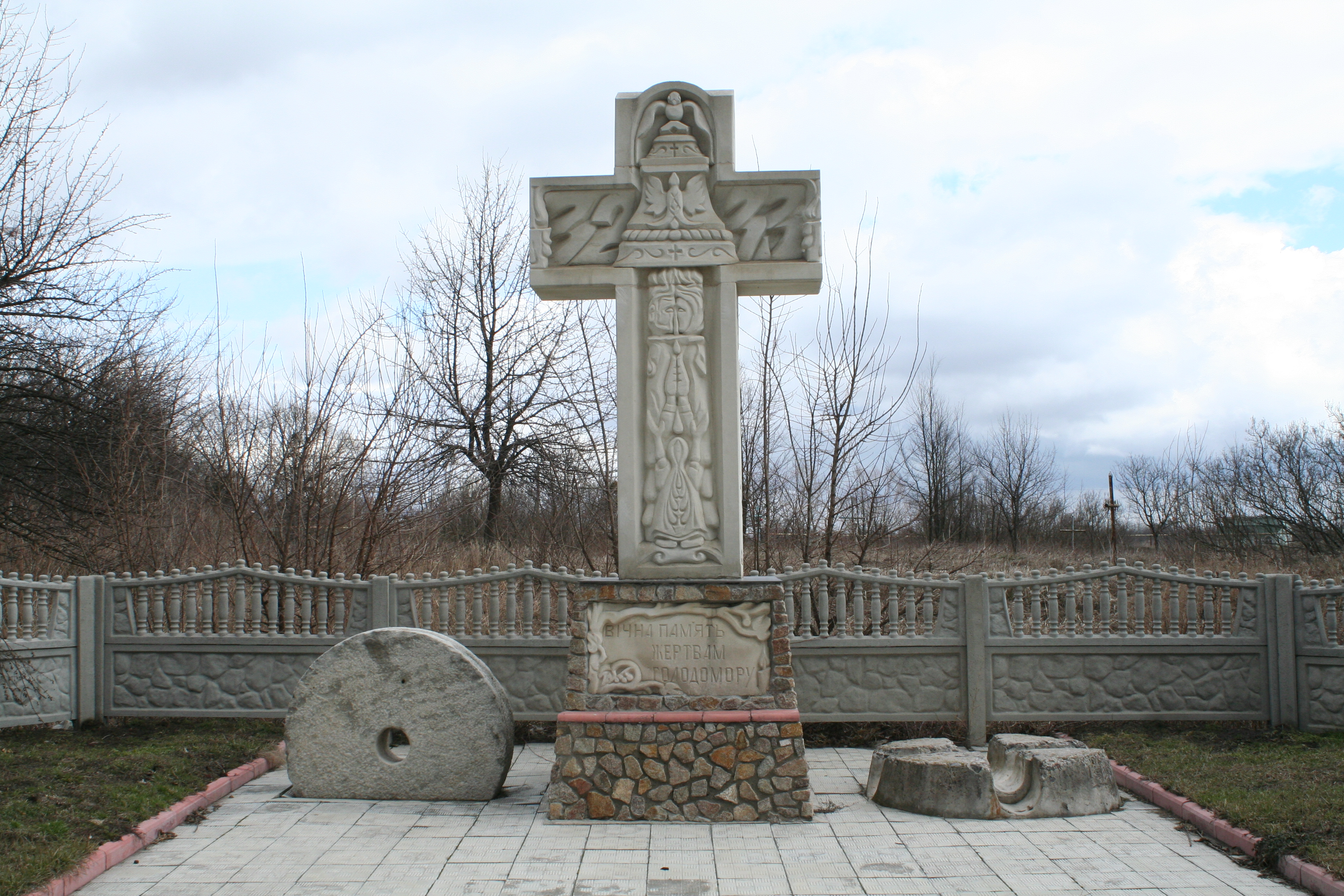
Загальний вигляд меморіалу Жертвам голодомору 1932—1933 років
Меморіал Жертвам голодомору 1932—1933 років
Меморіал Жертвам голодомору 1932—1933 років